# Federația de Fotbal din Costa Rica
Federația de Fotbal din Costa Rica este forul ce guvernează fotbalul în Costa Rica. 